# 亏成首富从游戏开始
《亏成首富从游戏开始》是青衫取醉創作的一部小說，於2019年8月16日在起點中文網上連載，2021年8月10日完結，作品先後改編成漫畫和動畫。故事講述已經工作多年的裴谦，重生回到十年前，獲得「财富转换系统」。根據系統規則，虧錢裴谦獲益更多，為此裴谦創辦遊戲公司後想盡辦法虧錢，不過總是事與願違，公司反而發展壯大，成為行業巨頭。

## 故事簡介
工作多年的裴谦，重生回到十年前成為大學生，獲得「财富转换系统」。系統定期進行結算和提供經營本金，還有正規經營、不能透露系統等各類限制，根據系統規則，經營盈利只有1%轉換為他的個人財富，而虧損則100%轉換。思量一番後，裴谦決定創辦遊戲公司「騰達」後想盡辦法虧錢，他首先開發一個無聊遊戲《孤独的沙漠公路》，不過遊戲卻因為太無聊被遊戲主播乔梁做了一期吐槽视频大火。接著他打算跟風當前最熱門的抽卡手機遊戲《Q版三國》，裴谦在網上找了一個Q版畫風的原畫師阮光建負責角色立繪，特意要求不要Q版，然後讓完全不懂遊戲和三國的室友馬洋提出角色設計需求。裴谦報價闊綽，加上沒有任何為難，阮光建將其視為知己，交付了優秀的立繪，成品《鬼將》也因為優秀的美術而大賣。
兩部作品大賣，加大了虧損難度，於是裴谦擴大公司規模，並給與員工很高的工資和福利，以增加日常性支出和人力成本。此外，禁止員工加班，以了解市場為由鼓勵員工在工作時間多玩遊戲。聘用員工方面，裴谦刻意選了沒經驗，或履歷平平的人，並讓一些新人擔任開發專案製作人。員工視裴谦為伯樂，都用心開發作品，裴谦特意選不討好的題材做遊戲，作品還是一再大賣。為了合理清退大賣作品的負責人，裴谦開設了夢想基金，定期以鼓勵員工的名義，出資支持優秀的負責人去創業。同時裴谦在其他行業擴展業務，擴大資金消耗，不過總是事與願違，新業務都發展得很好，裴谦一些有意反市場傳統的做法，反而讓他的公司在相關領域脫穎而出。騰達也成為一家別人眼中成功的綜合企業，公司內部也形成了獨特的企業文化，在一輪輪的企業戰中勝出。打造騰達商業帝國的裴谦，更被別人視為商業奇才。四年後，系統迎來最後一次升級，將固定日後結算是以盈利還是虧損進行計算。儘管以公司現在的規模盈利更容易，裴谦回顧過去的經歷，認為不被資本裹挾失去本心才是更重要，於是選擇虧損進行計算，並在公司成立監督會，然後辭去了公司的職務，追求自由生活。

## 製作
青衫取醉畢業於山東大學中文系，2013年左右在北京一家手機遊戲公司擔任策劃，2017年轉行以「青衫取醉」為筆名成為網絡小說家。青衫取醉用了一年時間去學習流行作品，了解讀者的喜好。2019年8月16日，《亏成首富从游戏开始》在起點中文網上連載。小說以遊戲開發為題材，青衫取醉參考過去自己在遊戲行業的經驗創作小說，在合適的情節中增加遊戲開發的相關細節，讓讀者「读起来更有趣也更真实」。過去青衫取醉在遊戲行業中有不好的經歷，他借主人公之手，在小說中建構一個乌托邦般的遊戲行業環境。主人公嚴格遵守八小時工作制，不讓員工加班和提供高福利，對玩家真誠，不作虛假宣傳，不在遊戲中加入微交易系統。小說中主人公開發的遊戲本質是好遊戲，青衫取醉故意隱含作品的閃亮點，著墨於一些對玩家不友好的設計，以方便後期劇情的反轉，全篇小說也大量使用了這種反套路的設計。在創作期間，有讀者反應作品中構建的行業環境是一種新型剝削，青衫取醉在自家微信公眾號發文回應相關觀點，並表示在作品後期繼續深入探討勞方與資方的關係。
小說的「财富转换系统」（「系統」）是迎合讀者偏好的都市題材設計，青衫取醉以「系統」推動劇情，讓故事有出人意料的發展，主人公的虧錢動機，由於「系統」限制不能告訴他人，從而造成旁人的誤解，進而促成一系列喜劇效果。青衫取醉在小說中採用了單元化敘事，每個單元都先確立一個遊戲，然後根據這個遊戲補充細節和設計劇情，整個單元有完整的起承轉合。單元之間又以日常的劇情串聯，讓「整个故事更加流畅、丰富」。為了吸引更多讀者，讓讀者更為多元化，青衫取醉會盡量刪減與劇情關聯性不太，專業性太高的遊戲開發內容，同時加入非遊戲開發的劇情。
2021年8月10日，小說最終章發佈，全書共530多萬字。小說以众筹方式出版實體書，首兩冊由三月兔亭文化於2023年出版。

## 迴響
青衫取醉憑藉《亏成首富从游戏开始》在2019年獲閱文集團評為“十二天王”，2020年獲得「大神作家」稱號。小說收費首日打破起點中文網遊戲類別小說首订纪录，首月為遊戲類別小說月票榜第二，遊戲類別小說畅销榜前三。小說在2020年初總訂閱近兩千萬，創下起點中文網遊戲類別小說的記錄，還一度獲得「原创文学风云榜游戏品类月度榜」的第一名和起點中文網销售总榜第二名。在第六届阅文原创IP盛典上，作品獲得“年度漫画改编期待”和“年度游戏竞技作品”稱號。
中国作家协会旗下中国作家网發佈的「2019年度网络文学发展报告」中，研究員評價該作「引领游戏小说新风潮」。在《文艺报》、中国现代文学馆、中国社会科学院文学研究所联合主办的「2021探照灯年度书单」中，小說獲評為年度「十大网络原创小说」，評委會稱「作品对于游戏产业的描述，能够贴合实际，既有游戏发展史的介绍，又有游戏设计思路的展开」。
小說的劇情設計獲得評論員的好評，梨视频副总编辑明扬稱讚作品有「强烈的社会关怀」，以「反諷和黑色幽默」批評現實。中山大學中文系（珠海）助理教授吉云飞在《中国文学批评》摘文表示該作反應了當代人的「时代情绪」和美好願望，作品以「系統」設定，傳達出正義和財富是可以兼得的，「技术革命带来的财富积累是正义」，創造好的產品，回饋社會也能成為首富。評論員谭天在《中国网络文学双年选（2020—2021）·男频卷》一書中評價該作，小說有表裡兩個故事，一個是主人公明面的商業成就，另一個是主人公屢屢失敗的虧錢計劃。兩個故事交織，「成功者的外衣下包裹着失败者的内核」，讓該小說跳脫出同類作品，「成为一部有意思的喜剧」。《文艺研究》的李玮認為該作設計超過了過去一般的套路化網絡小說，同時對現實帶有一定批判性，「讽刺性地揭露了财富分层固化的奥秘」。小說中的虛構遊戲《奋斗》，描述了「阶层之间超越物质层面的区隔」，給讀者帶來反思。評論員贾想在《文艺报》摘文稱讚該作善用「事与愿违」技巧，「造成了很好的喜剧效果」。贾想認為小說表面在說主人公的「败家史」，實際上是「创业史」，主人公故事中的行為其實是投資人「通过花钱来更好地赚钱」的賺錢方式。

## 改編作品
改編同名漫畫，在2022年開始連載，由丛潇文化和图南文明兩家公司製作。
改編同名動畫，由福煦影视製作。動畫第一季（上）在2022年6月通過备案，第一季（下）在2024年1月通過备案。2024年2月3日在Bilibilil首播。該動畫是Bilibilil上2024年頭兩月首播的八部中國大陸動畫中播放量最高的，播放量超過千萬，用戶評分9.2（滿分10）。
改編電視劇《年少有为》於2024年12月初開始拍攝。

## 外部連結
- 小說連載官網
- 漫畫連載官網